# Лапс, Анатолий Александрович
Анатолий Александрович Лапс (1918—1943) — участник Великой Отечественной войны, лётчик-бомбардировщик, старший лейтенант, Герой Советского Союза (1944, посмертно).

## Биография
Родился в сентябре 1918 года в городе Николаеве в семье служащего. Во второй половине 1920-х годов с матерью переехал в посёлок Томилино, ныне городского округа Люберцы Московской области. Русский. Окончил Томилинскую школу № 14. После школы работал на авиационном заводе в Москве. Одновременно учился в спортивной планёрной школе и как один из лучших её выпускников был направлен в Тамбовское лётное училище Гражданского воздушного флота. В 1938 году Тамбовским городским военкоматом был призван в ряды Красной армии. По всей видимости, проходил обучение в Балашовской военной авиационной школе, затем был переведён во 2-ю Высшую школу штурманов и лётчиков Авиации дальнего действия (город Иваново), которую окончил в 1942 году.
На фронтах Великой Отечественной войны с марта 1942 года. Член ВКП(б) с 1942 года.
Заместитель командира эскадрильи 42-го авиационного полка (36-я авиационная дивизия, 8-й авиационный корпус, АДД) старший лейтенант Лапс к октябрю 1943 года совершил 184 боевых вылета на бомбардировку важных объектов в тылу врага и скоплений его войск.
Погиб в авиационной катастрофе на аэродроме Ваенга-1 28 декабря 1943 года.
Похоронен на кладбище авиаторов в городе Североморск Мурманской области.

## Память
- Школа и парк в пгт Томилино носят имя Героя.
- Также в Томилино на ул. Гмайера установлена мемориальная доска[3].

## Награды
- Звание Героя Советского Союза присвоено 13 марта 1944 года, посмертно.
- Награждён орденом Ленина и двумя орденами Красного Знамени.